# Гэмбл, Дик
Ричард Фрэнк «Дик» Гэмбл (англ. Richard Frank "Dick" Gamble; 16 ноября 1928 или 19 ноября 1928, Монктон, Нью-Брансуик — 22 марта 2018, Рочестер, Нью-Йорк) — канадский хоккеист, левый нападающий, выступавший в 1950-х и 1960-х годах. Играл в Национальной хоккейной лиге за такие клубы как «Монреаль Канадиенс», «Чикаго Блэкхокс» и «Торонто Мейпл Лифс», обладатель Кубка Стэнли, участник матча всех звёзд НХЛ. Также известен как игрок клуба «Рочестер Американс» Американской хоккейной лиги, в составе которого трижды выигрывал Кубок Колдера.

## Биография
Дик Гэмбл родился 16 ноября 1928 года в городе Монктон провинции Нью-Брансуик, Канада. Его отец в своё время эмигрировал сюда с острова Гернси и занялся фермерской деятельностью.
Начал карьеру хоккеиста в 1947 году в молодёжной команде «Ошава Дженералз», выступавшей в Хоккейной лиге Онтарио. В общей сложности провёл здесь три сезона, после чего перешёл в «Квебек Айсез» и два года выступал во Взрослой хоккейной лиге Квебека.
В период 1950—1954 годов играл на позиции левого нападающего в Национальной хоккейной лиге за клуб «Монреаль Канадиенс», в частности в 1953 году стал обладателем Кубка Стэнли и принял участие в матче всех звёзд НХЛ.
В сезоне 1954/55 на некоторое время перешёл в «Чикаго Блэкхокс», но вскоре вернулся обратно в «Монреаль Канадиенс». Отметился выступлениями за фарм-клубы «Монреаль Ройалс» и «Буффало Байсонс».
Начиная с 1961 года в течение почти десяти лет являлся игроком клуба «Рочестер Американс» из Американской хоккейной лиги. Здесь трижды выигрывал Кубок Колдера, становился лучшим снайпером и лучшим бомбардиром регулярного чемпионата, как самый ценный игрок лиги получал Лес Каннингэм Эворд. В это время также несколько раз привлекался в состав «Торонто Мейпл Лифс», но сколько-нибудь значимых достижений в НХЛ больше не показывал.
В сезоне 1968/69 стал играющим тренером «Рочестера», тренировал команду три года вплоть до завершения спортивной карьеры в сезоне 1970/71. Впоследствии был введён в Зал славы Американской хоккейной лиги (2007). Номер 9, под которым он выступал, ныне в команде является неиспользуемым. Достаточно долго Гэмбл оставался рекордсменом клуба по количеству набранных очков, пока его достижение не превзошёл Джоди Гейдж.
После завершения спортивной карьеры работал продавцом жилых автофургонов. Был женат, имел дочь и троих сыновей.
Умер от застойной сердечной недостаточности 22 марта 2018 года в Рочестере в возрасте 89 лет.